# Monique Nolte
Monique Rahel Nolte (Amsterdam, 3 maart 1969) is een Nederlands documentairemaker.

## Biografie
Nolte volgde opleidingen aan de School voor Journalistiek in Utrecht en aan het Centre de formation des journalistes in Parijs.
Sinds 1997 legt zij zich toe op het maken van  documentaires. Daarnaast maakte ze portretten voor het NPS-programma Urbania en het KRO-programma Profiel (over Hans Teeuwen, Midas Dekkers en Connie Palmen). 
In 2005 verscheen De Erfenis (Ikon), een film over de driehoeksverhouding van de zwervende Jantje, Jopie en Daphne. Haar documentaire Een Bitterzoete Verleiding, over verzamelaars van objecten uit verrassingseieren, werd in 2007 voor een Gouden Kalf genomineerd op het Nederlands Film Festival. In 2014 verscheen Het beste voor Kees. In deze NCRV-documentaire worstelen de ouders van de autistische Kees Momma (49 jaar) met het creëren van een toekomstperspectief voor hun inwonende zoon.
Op 18 maart 2018 werd bekend dat Monique Nolte van plan is een nieuwe documentaire over Momma te maken met de titel Kees vliegt uit, ditmaal over het losmakingsproces van zijn ouders. Zij startte hiervoor een crowdfundingsactie.
In september 2022 verscheen de documentaire Nikki, waarin Nolte gedurende zeven jaar Nikki volgt, die van haar veilige basisschool naar de middelbare school gaat. Ze is slim en getalenteerd, maar heeft een afwezige vader en een moeder met borderline en depressies. De film gaat op 26 september 2022 in première op het Nederlands Film Festival en op Videoland.

## Documentaires
- Trainman, over de autistische Kees Momma (1998)
- Een Bitterzoete Verleiding (2007)
- De tweede natuur van Midas Dekkers (2009)
- Het beste voor Kees, over de autistische Kees Momma (2014)
- Nikki, over Nikki die opgroeit met ouders met psychische problemen (2022)
- Kees vliegt uit, over de autistische Kees Momma (2023)
- Kees vliegt écht uit, over de autistische Kees Momma (2025)